# Слепа
Слепа (енгл. Sightless) амерички је психолошки трилер филм из 2020. године, сценаристе и редитеља Купера Карла, темељен на истоименом кратком филму из 2017. године. Главне улоге глуме Меделин Петш (која такође копродуцира филм) и Александер Кох.
Светска премијера филма била је 2. септембра 2020. године на фестивалу Dances With Films. Филм је дигитално и на захтев објављен 29. септембра 2020. године, дистрибутера -а. Филм је објављен 20. јануара 2021. године у Србији, дистрибутера Netflix-а.

## Радња
Након бруталног напада, виолинисткиња Елен Ешланд (Меделин Петш) остаје слепа. Клејтон (Александер Кох) је ангажован да брине о њој и она почиње да се прилагођава животу без вида. Једне ноћи, Елен чује узнемирени женски глас; она у почетку верује да је жена у њеном стану, али онда схвата да бука долази кроз вентилациони отвор. Следећег јутра појављује се њена комшиница и представља се као Лана.
Како време пролази, Елен постаје сумњичава према Лани. Када додирне Ланино лице, осети рану са шавовима и узбуни се. Лана упозорава Елен да никоме не верује, а затим бежи из Елениног стана по доласку њеног насилног мужа, Русоа. Елен контактира детектива Брајса, који шаље полицајца Нимана да провери Лану; он потврђује да је она добро и да нема наведених рана. Елен изражава своју забринутост Клејтону, који почиње да показује романтично интересовање за Елен, али када он призна своја осећања, она га одбија.
Када Клејтон једног поподнева напусти стан, друга особа улази и напада Елен. Она успева да назове хитну пре него што се онесвести. Буди је болничар и детектив Брајс који је уверава да, након што је Клејтон напустио њен стан, нико није ушао. Детектив Брајс потврђује Елен да је њена пријатељица, Саша, која је имала аферу са Елениним бившим мужем, главни осумњичени за Еленин напад. Осећајући се усамљено и несигурно у било кога, Елен одлучује да изврши самоубиство. Пише писмо свом брату, Саши и Клејтону, а затим скаче са балкона свог стана.
Елен се буди на поду звучно изоловане собе и брзо схвата да је стан у коме је боравила лажан, а сви звукови „споља” су долазили из система звучника. Она истражује ходник и открива да не може побећи. Елен одлази код Лане по помоћ, која јој каже да је ово дом. Клејтон тада стиже да кува вечеру за Елен и схвата да су сви људи са којима је комуницирала од њеног напада - доктори, детектив, болничар, Русо - сви били Клејтон, другачије обучени. Елен онесвести Клејтона и пронађе Лану која открива да је Клејтонова сестра и да му је помогла да отме Елен. Она тада говори Елен да им је једина нада да побегну коришћење скривеног отвора у Клејтоновој соби.
Клејтон проналази и поново хвата Елен. Он признаје да га је отац након мајчине смрти држао заточеног у подруму три године, а за то време Лана му је пуштала Еленину музику, што је резултирало његовом опсесијом. Елен покушава да побегне кроз вентилациони отвор и проналази бочицу, за коју схвата да је иста супстанца која је коришћена у нападу на њу због које је изгубила вид. Она проналази пут назад до свог стана, док је јури Клејтон, а она му прска супстанцу у лице. Када је видела да је Клејтон онеспособљен, Лана води Елен до излаза у спољашњи свет.
Шест месеци касније, Елен се спрема да изађе на бину уз звуке усхићене гомиле, док је асистент пита да ли јој треба помоћ.

## Улоге
| Глумац            | Улога                |
| ----------------- | -------------------- |
| Меделин Петш      | Елен Ешланд          |
| Александер Кох    | Клејтон              |
| Дасембер Есминџер | Лана Леч             |
| Ли Џоунс          | Русо Леч             |
| Дениз Акдениз     | медицински брат Омар |
| Џарод Крофорд     | детектив Брајс       |
| Метју Јанг Кинг   | доктор Катсуро       |
| Мајкендру Перадер | болничар Раферти     |
| Самјуел Гостнел   | полицајац Ниман      |